# Jack Diamond
Jack „Legs” Diamond (ur. 10 lipca 1897, zm. 18 grudnia 1931) – irlandzki gangster, jeden z czołowych przedstawicieli świata przestępczego na terenie Stanów Zjednoczonych w latach dwudziestych XX wieku; działał głównie na terenie Filadelfii i Nowego Jorku.
Jako jeden z niewielu gangsterów czasów prohibicji w Stanach Zjednoczonych mógł poszczycić się wieloma „nieudanymi” zamachami na swoje życie; m.in. w październiku 1924 roku został postrzelony ze śrutówki w piętę.
Był również najbardziej znienawidzonym przestępcą przez innych gangsterów; słynął z gry na dwa fronty; wystawiał wspólników i konkurentów do wiatru. Johna Scaccio, swojego ochroniarza i „cyngla” – dla ratowania własnej skóry przed zarzutami prokuratorskimi – pozbawił pieniędzy i ochrony z urzędu; Scaccio trafił za kratki na wiele lat.
Swoją ksywkę „Legs” zawdzięczał swoim długim nogom, dzięki którym potrafił szybko i skutecznie zwiać ścigającym go policjantom; na początku swojej przestępczej kariery kradł przesyłki kurierskie i pocztowe.
Na początku lat dwudziestych Jack związał się z gangiem żydowskiego gangstera Jacoba „Little Augie” Orgena; Diamond w gangu odpowiadał za handel alkoholem i narkotykami.
W 1927 r. w zamachu zginął Orgen (zabójcami byli Louis Lepke i Gurrah Shapiro – ich twarze zapamiętał Jack, który sam odniósł obrażenia – został postrzelony w ramię). Po wyjściu ze szpitala – nie myślał o odwecie – zawarł z nimi rozejm.
W latach dwudziestych był również bliskim współpracownikiem Arnolda Rothsteina; był jego ochroniarzem i ściągał należności od dłużników. Do rozłamu między nimi doszło na krótko przed śmiercią Rothsteina w 1928 roku; Rothstein wynajął ekipę zabójców, którzy mieli zabić brata Jacka – Eddiego (przeżył zamach, ale po pewnym czasie zmarł na gruźlicę).
Będąc u szczytu potęgi, gdy razem z Lepke i Shapiro podzielili między siebie imperium po Orgenonie, Legs – razem ze swoim wspólnikiem Charlesem Entrattą – w 1929 roku dokonał spektakularnego zabójstwa bandyty Reda Cassidy'ego na oczach klientów i pracowników baru Hotsy Totsy Club na Broadwayu; obaj uciekli z miejsca zdarzenia przed przybyciem policji. Z biegiem czasu w niewyjaśnionych okolicznościach ginęli kolejni świadkowie tego zabójstwa. Gdy obaj mieli pewność, że nikt już nie żyje z naocznych świadków, oddali się w ręce policji; wobec braku dowodów obaj za nic nie odpowiedzieli.
W tym czasie gdy obaj ukrywali się przed wymiarem sprawiedliwości, inny gangster Dutch Schultz próbował przejąć interesy Jacka; wówczas między nimi wybuchła otwarta wojna. O ile Schultz mógł liczyć na wsparcie innych gangsterów, tak Legs mógł o tym zapomnieć; każdy jego ruch był śledzony i od razu przekazywany Dutchowi.
W październiku 1930 roku ludzie Schultza próbowali zastrzelić Legsa w jego apartamencie; był wtedy w towarzystwie swojej dziewczyny Kiki Roberts; rannego Jacka karetka przewiozła do szpitala; wydobrzał po kilku dniach.
W kwietniu 1931 roku Legs został postrzelony w przydrożnym barze (ranny w ramię, płuco, plecy i wątrobę).
Ostatecznie został zastrzelony w miejscowości Albany 18 grudnia 1931 roku podczas snu; zabójcy strzelili mu w głowę trzy razy.
Wśród zleceniodawców wymienia się Dutcha Schultza, Waxeya Gordona, a także samego Lucky Luciano i Meyera Lanskyego.
Wojna Legsa z Schultzem zbiegła się w czasie z wojną Castellammarese, której celem było wyeliminowanie Wąsatych Piotrków przez gwardię Young Turks oraz niepokornych gangsterów, którzy nie aprobowali ustaleń z konferencji w Atlantic City – ustanowienie Syndykatu.
Jack Diamond – jako jeden z wielu irlandzkich gangsterów tamtych czasów – nie był zaproszony do Atlantic City na obrady konferencji; jego niezaproszenie i nieobecność miała oznaczać wyrok na niego.